# Rinodina luridata
Rinodina luridata är en lavart som först beskrevs av Körb., och fick sitt nu gällande namn av H. Mayrhofer, Scheid. & Sheard. Rinodina luridata ingår i släktet Rinodina och familjen Physciaceae.  Arten är reproducerande i Sverige. Inga underarter finns listade i Catalogue of Life.